# Literatura română a secolului al XVI-lea
În secolul al XVI-lea, principala limbă literară folosită de români a fost slavona. În slavonă era liturghia bisericii ortodoxe, și tot în slavonă actele emise de cancelariile domnești ale principatelor române - practic slavona avea rol de limbă oficială și cultă. Totuși, în acest secol are loc începutul scrierii în limba română.
Primul document în limba română cu datare certă este scrisoarea lui Neacșu din Dlăgopole (azi Câmpulung), scrisă în 1521, adresată lui Johannes Benkner, judele Brașovului.
Poate chiar înainte de 1521 s-a folosit limba română în scris în mănăstirea Peri din Maramureș (azi în regiunea subcarpatică a Ucrainei), de unde s-au păstrat manuscrise în grai maramureșean rotacizat, dar datarea acestora nu este sigură.
Se atestă traduceri în limba română a unor texte religioase: „Psaltirea schisană”, „Psaltirea voronețeană”, „Psaltirea hurumuzachi”, „Codicele voronețean”.
În 1544 este tipărit la Sibiu „Catehismul Luteran”, fiind prima carte tipărită în limba română. Tipăritura nu s-a mai păstrat până azi, fiind distrusă într-un incediu. Totuși, se cunoaște existența ei, datorită unor chitanțe în care se menționează plata sumelor aferente către tipografii pentru această carte.
Începând cu 1560, diaconul Coresi editează la Brașov primele cărți tipărite în limba română.
"Învățăurile lui Neagoe Basarab către fiul său Theodosie" - lucrare parenetică atribuită de cei mai mulți cercetători lui Neagoe Basarab. A fost scrisă către sfârșitul domniei lui Neagoe Basarab (1512-1521) în limba slavonă, Învățăturile au fost traduse încă din secolul al XVI-lea în limba greacă și apoi în limba română. Versiunea a românească, păstrată în mai multe manuscrise, a văzut pentru prima dată lumina tiparului în 1843.
Încep să apară cronicele de curte scrise din porunca domnească. Cei mai importanți cronicari au fost Macarie, Azarie și Eftimie.